# Табуаэран
Табуаэран (англ. Tabuaeran) — атолл в северной части архипелага Лайн (Республика Кирибати). Второе название — остров Фаннинг. Численность населения атолла — 1960 человек (2010). Административный центр — Паэлау.

## Этимология
Название острова, Табуаэран, имеет полинезийские корни и происходит от слова «tabuaerangi», что переводится как «священный след» (хорошо заметно внешнее сходство атолла и отпечатка ноги).

## География
Расстояние атолла до острова Рождества, лежащего к северо-западу, составляет около 250 км. Длина Табуаэрана — 17,6 км, ширина — 11,2 км. Площадь острова — 33,73 км². В центре острова расположена лагуна, в которой водятся рифовые рыбы, моллюски, разводятся водоросли. Средняя глубина лагуны — 4,8 м. Остров окружён коралловым рифом.

## История
Табуаэран расположен в 1450 км (900 милях) от Гавайских островов, тем самым, являясь одним из ближайших островов к американскому архипелагу. Вполне возможно, что во время заселения Гавайских островов, атолл служил промежуточным пунктом для полинезийцев с островов Кука и Тонга, хотя во время открытия Табуаэрана американцами, остров, как и другие атоллы в архипелаге Лайн, были необитаемы. В ходе археологических исследований на атолле были найдены следы полинезийских церемониальных площадок, или мараэ, а также рыболовные крючки.
В 1798 году капитан американского китобойного судна «Бетси», Эдмунд Фаннинг, на пути в Китай проплывал через центральную часть Тихого океана с грузом тюленьих шкур, которые были взяты на борт на островах Хуан-Фернандес. Первоначально оказавшись у Маркизских островов во Французской Полинезии, капитан взял курс на запад. В 3 часа утра 11 июня экипаж его судна заметил на горизонте сушу. Это оказался атолл, который впоследствии был назван в честь капитана китобойного судна — остров Фаннинг. Пополнив провизию, судно поплыло дальше в северном направлении. В полдень следующего дня Фаннинг открыл ещё один остров в архипелаге Лайн. Он был назван остров Вашингтон, в честь президента США.
В 1846 году на острове Фаннинг поселился шотландец Уильям Грейг вместе с женой с острова Манихики. Используя труд работников с острова Манихики, он посадил на острове кокосовые пальмы и занялся производством пальмового масла и позже копры, которая шла на экспорт. В XIX веке на Табуаэране добывалось гуано, которое затем перевозилось судами в Гонолулу. В 1902 году в поселении Напари британской компанией была построена трансокеанская кабельная станция на линии Калифорния — Фиджи — Новая Зеландия. В 1936 году остров был выкуплен компанией «Бёрнс Филип энд Ко.», которая имела множество кокосовых плантаций на других островах Тихого океана. В 1964 году кабельная станция была закрыта, а само здание было сдано в аренду Университету Гавайев, который занимался изучением тихоокеанских островов. Аренда острова продолжалось до 1981 года. После получения независимости британской колонией Острова Гилберта остров Фаннинг вошёл в состав микронезийской республики Кирибати и был официально переименован в атолл Табуаэран.

## Население
| № | Поселение    | Английское название | Население, чел. (2010) |
| - | ------------ | ------------------- | ---------------------- |
| 1 | Тереитаки    | Tereitaki           | 346                    |
| 2 | Бетаниа      | Betania             | 175                    |
| 3 | Паэлау       | Paelau              | 200                    |
| 4 | Аонтенаа     | Aontenaa            | 190                    |
| 5 | Тереитаннано | Tereitannano        | 168                    |
| 6 | Арамари      | Aramari             | 244                    |
| 7 | Терине       | Terine              | 453                    |
| 8 | Этен         | Eten                | 184                    |
|   | Всего        | Total               | 1960                   |

## Экономика
Основное занятие местных жителей —— производство копры, выращивают свиней и кур. Развит туризм.